# Cserhát
Le Cserhát est un massif montagneux des Carpates occidentales situé dans le nord de la Hongrie. 
Il fait partie du massif du Nord et son point culminant s'élève à 654 m d'altitude.

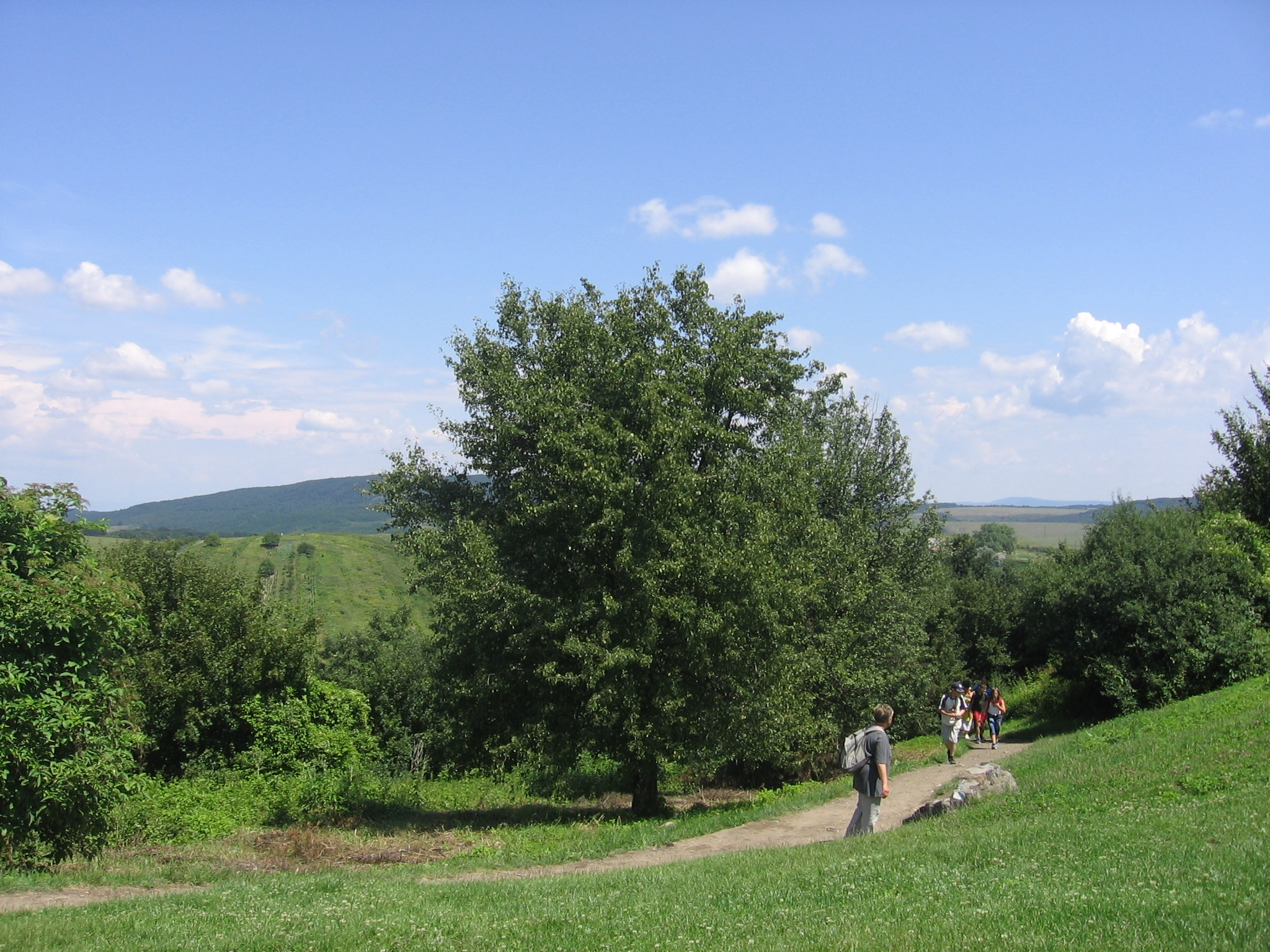
Dans le massif du Cserhát près de Hollókő
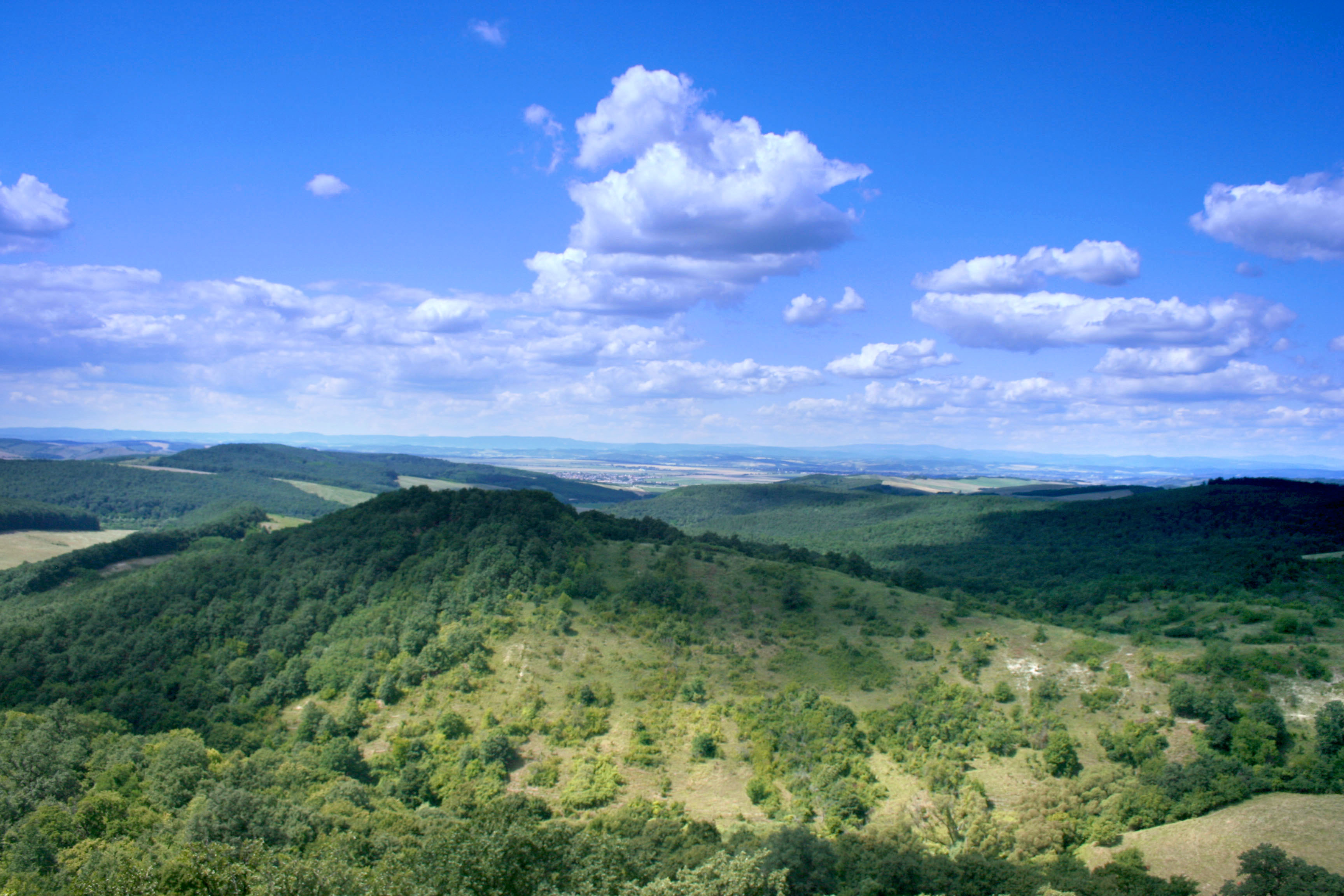
Au nord de la Zone de protection paysagère de Hollókő